# Második sziléziai háború
A második sziléziai háború (1744–45) az osztrák örökösödési háború (1740–48) egyik konfliktusa volt, mely a Szilézia feletti uralomért folyt Poroszország és a Habsburg Birodalom között. II. Frigyes porosz királyt Franciaország, Mária Teréziát Szászország, Nagy-Britannia és Hollandia támogatta.

## Előzmények
1742. július 28-án köttetett meg angol közvetítéssel a berlini béke, mely az első sziléziai háborút lezárta. A béke 16 cikkelye értelmében Sziléziát felosztották úgy, hogy Alsó- és Felső-Szilézia Glatz grófsággal együtt Poroszországhoz került, míg Ausztria csak pár várost tarthatott meg (Jägerndorf és Troppau).
Mária Terézia a békekötést arra használta fel, hogy a bajor Károly Albert trónkövetelésétől védje meg hatalmát. Utóbbit a Habsburg-dinasztia férfi ágának kihalása után már januárban császárrá koronázták, míg Mária Terézia saját férjét, Lotharingiai Ferenc Istvánt szerette volna megtenni császárnak, és ezáltal a Habsburgok befolyását megőrizni a birodalomban. Ezért osztrák csapatokkal megszállta Bajorországot, és 1742. június 27-én osztrák közigazgatás alá helyezte a területet. 1743. szeptember 23-án a szövetségi rendszeréhez csatlakozott Nagy-Britannia és a Szárd-Piemonti Királyság.
Az új külpolitikai helyzetben nagy veszélyt rejtett magában II. Frigyes számára. Miután a császár Bajorországgal elveszítette hatalmi központját, fennállt annak a veszélye, hogy Mária Terézia a megnövekedett befolyását Szilézia visszaszerzésére fogja használni.
Frigyes ezért szövetségi partnereket keresett, és 1744. június 5-én csatlakozott a még 1741-ben Bajorország, Franciaország és Spanyolország által megkötött nymphenburgi szerződéshez. Időközben csatlakozott hozzá Szászország, Svédország, a Nápolyi Királyság, Pfalz és Köln is. Oroszországot azonban nem tudta tartósan megnyerni a céljának, habár 1743-ban kötött vele védelmi szövetséget, és ez a következő évek során súlyos következményekkel járt Poroszország számára.
Miután Frigyes ily módon biztosította magát, 1744 augusztusában megtámadta Csehországot, és ezzel kezdetét vette a második sziléziai háború.

## A háború lefolyása és következményei
Csehország megtámadásában 80 000 katona vett részt. Kéthetes ostrom után szeptember 16-án Prága megadta magát. Az osztrákok erőiket visszavonták, így az őket követő poroszok utánpótlási útvonalai elnyúltak. Az osztrákok kihasználták ezt a helyzetet, nem álltak ki nyílt csatára, hanem merész támadásokat hajtottak végre, és zavarták a porosz utánpótlási vonalakat. Traun tábornagy ezen lesvetéses taktikája, a hiányos ellátás és a dezertálások egyre nagyobb aránya a poroszokat arra kényszerítette, hogy visszavonuljanak Sziléziába. Az 1745. január 8-án Varsóban létrejött szövetség Nagy-Britannia, Hollandia, Ausztria és Szászország között Frigyesnek nagy veszélyt jelentett.
1745 júniusában osztrák csapatok törtek be Sziléziába, de a hónap 4-én Hohenfriedbergnél vereséget szenvedtek a poroszoktól. Innentől a poroszok minden osztrák támadó hadműveletet csírájában elfojtottak. Szeptember 30-án Soornál a poroszok újabb jelentős győzelmet arattak, és több, Berlin irányába indított osztrák támadást is meghiúsítottak. Decemberben dessaui Lipót bevonult az osztrákok oldalán harcoló Szászországba és december 15-én a kesselsdorfi csata során megsemmisítő vereséget mért a szövetségre.
December 25-én kötöttek meg a poroszok a drezdai békét a szászokkal és az osztrákokkal. Ebben megegyeztek arról, hogy Szilézia véglegesen porosz kézben marad. Ellenben II. Frigyes elismerte I. Ferencet német-római császárnak.

## Fordítás
- Ez a szócikk részben vagy egészben  a   Zweiter Schlesischer Krieg című német Wikipédia-szócikk ezen változatának fordításán alapul.  Az eredeti cikk szerkesztőit annak laptörténete sorolja fel. Ez a jelzés csupán a megfogalmazás eredetét és a szerzői jogokat jelzi, nem szolgál a cikkben szereplő információk forrásmegjelöléseként.